# 清水大樹

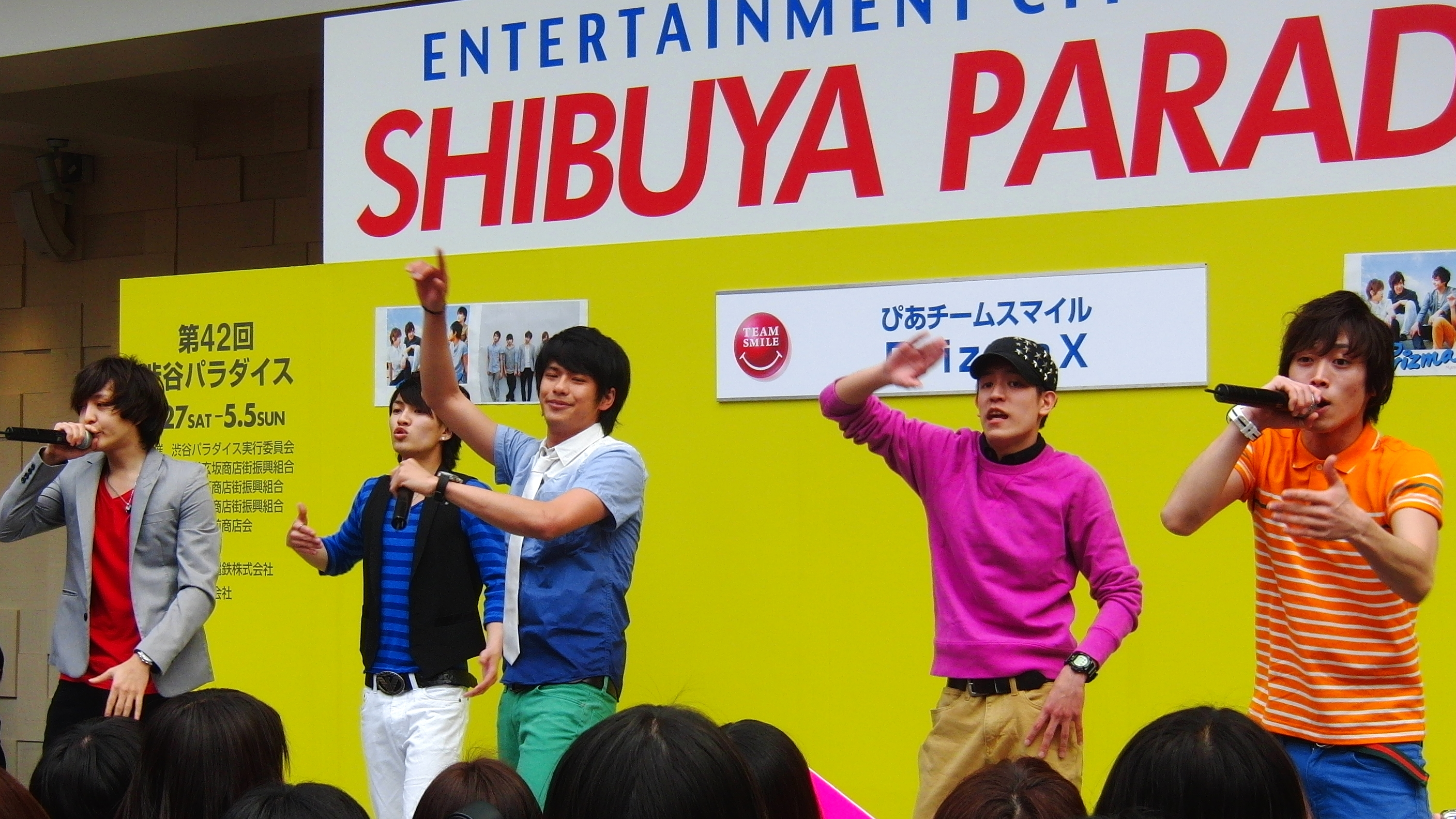
PrizmaX
（2013年4月、第42回渋谷パラダイス 渋谷駅ハチ公前特設ステージ）

清水 大樹（しみず だいき、1991年7月31日 - ）は、日本の歌手・俳優・YouTuber・音楽プロデューサー。音楽グループPRIZMAXの元メンバー。（グループは2020年3月27日解散）
大阪府出身。スターダストプロモーション制作1部。

## 略歴・人物
大阪のボーカル&ダンススクール「キャレス」の出身。2005年9月、雑誌『DANCE STYLE』（リットーミュージック）が開催した「DANCE STYLE CHAMPION Vol.02」にダンスユニットRAVEのメンバーとして参加し優勝する。その模様はテレビ東京系の『流派-R』で放映された。
同年11月にPrizmaXに加入。当初は週末に上京してレッスンや活動を行うPrizmaXの「地方組」であった。
2008年、NHK『みんなのうた』で結成されたクリスタルズに参加。「CRYSTAL CHILDREN」でダンスを担当する。
2013年3月、PrizmaXとしてシングル「Mysterious Eyes/Go!」でCDデビュー。グループではリーダーであり、パフォーマーとラップを担当する。自身で作詞作曲をすることや、フリースタイルラップを披露することもある。
「X-tra a.k.a.清水大樹」としてソロ活動や、ダンスボーカルグループ「GOODLUXX」のプロデュースもしている。

## 出演

### バラエティ
- ラブ*リルカ（2005年10月 - 12月、TOKYO MX）

### 映画
- 半分の月がのぼる空（2010年）
- 闇金ウシジマくん（2012年）

### 舞台
- 天使がラブソングゃて!?（2005年）
- コカンセツ!（2010年8月）早川慶 役
- EBiDAN THE LIVE AFTER SCHOOL LIVE vol.1（2010年）
- 朗読劇 ロミオ×ロミオ2（2012年4月）
- SEPT Vol.7~FATALISM（(2017年8月）日替りゲスト
- SEPT presents『SANZ II』（2018年4月）アロン 役
- 劇団バルスキッチン 第4回公演『青春フルスロットル』（2018年9月）主演・斉藤明 役
- SEPT Vol.8 『MIRRORION（ミラリオン）』（2018年11月）八神 貂矢 役
- UZR 第三回公演 『彼は誰時の桜』（2019年4月）日替わりゲスト
- SEPT presents『FATALISM ≠ Another story』（2019年6月）藍備 役
- ハートフル音楽劇「イキヌクキセキ〜十年目の願い〜」 （2021年7月）中島 博 役

### ラジオドラマ
- 円都通信 -YEN TOWN REPORT-「ひまわり」（2005年11月、JFN系列）久保幸作

### CM
- イオン トップバリュコレクション「FitYou!」(2012年)

### ミュージックビデオ
- WHITE JAM「Die in TOKYOfeat.DOTAMA」（2016年）
- WHITE JAM「シューズ」（2018年）

### その他
- 須磨学園中学校 学校案内パンフレットモデル（2007年）